# فرانك (فلم)
فرانك (بالإنجليزية: Frank) هو فيلم دراما وموسيقى وكوميديا تم إنتاجه في أيرلندا والمملكة المتحدة وصدر سنة 2014 بطولة مايكل فاسبندر ودومينال غليسون.

## القصة
تدور أحداث الفيلم حول (جون) الموسيقي الهاوي، الذي يكتشف أنه نال فوق ما يستطيع احتماله بعد أن انضم إلى فرقة بوب غريبة الأطوار، يتزعمها (فرانك) الممتلئ بالغموض، خاصة مع غطاء الرأس الضخم الذي يرتديه طوال الوقت فوق رأسه، ويرفض دومًا أن يخلعه.

## الميزانية والإيرادات
كلف الفيلم مليون جنيه إسترليني وحقق أرباح تقدر بـ 1.2 مليون جنيه إسترليني.

## وصلات خارجية
- مقالات تستعمل روابط فنية بلا صلة مع ويكي بيانات

لا توجد روابط لمواقع التواصل الاجتماعي.